# Krishna Kumari
Krishna Kumari (ur. 6 marca 1933 w Naihali, zm. 24 stycznia 2018 w Bengaluru) – indyjska aktorka filmowa. Aktorka kina Telugu. Wystąpiła w 150 filmach.

## Filmografia
- 1951: Patala Bhairavi – Mosali
- 1952: Jaal
- 1952: Baiju Bawra – Vasanti
- 1961: Sampoorna Ramayana
- 1963: Dil Ek Mandir
- 1965: Sati Savitri – Savaithri
- 1971: Sampoorna Ramayanam – Mandodari
- 1975: Yashoda Krishna – Devaki
- 2003: Fools

## Życie prywatne
Krishna Kumari urodziła się 6 marca 1933 w Naihali w  bengalu zachodnim, ma starszą  siostrę aktorkę Sowkar Janaki. Wyszła za Ajaya Mohana Khaitana redaktora Indian Express, założyciela  magazynu Screen i Biznesmena. Miała zdiagnozowanego raka, w marcu 2017  przechodziła chemioterapię. Zmarła 24 stycznia 2018 w swoim domu w Bengaluru w stanie Karnataka.